# Giovanni Mocenigo
Giovanni Mocenigo, beneški dož, * 1409, † 14. september 1485.